# کالب اندیکو
کالب اندیکو (انگلیسی: Caleb Ndiku، زاده ۹ اکتبر ۱۹۹۲) دونده دو استقامت اهل کنیا است. از افتخارات وی میتوان به کسب مدال نقره دو ۵۰۰۰ متر در ۲۰۱۵ پکن اشاره کرد.